# Grand Prix du Portugal 2008
Il Grand Prix du Portugal 2008, seconda edizione della corsa, valida come evento del circuito UCI Europe Tour 2008 categoria 2.NC, si svolse in tre tappe dal 28 al 30 marzo 2008 da Felgueiras a Alto Santa Quitéria su un percorso totale di circa 399,7 km. Fu vinto dal portoghese Vitor Rodrigues, che terminò la gara con il tempo di 10 ore 28 minuti e 4 secondi alla media di 38,18 km/h.
Al traguardo di Alto Santa Quitéria 68 ciclisti completarono la gara.

## Tappe
| Tappa  | Data     | Percorso                         | km    | Vincitore di tappa | Leader cl. generale |
| ------ | -------- | -------------------------------- | ----- | ------------------ | ------------------- |
| 1ª     | 28 marzo | Felgueiras > Lixa                | 148,7 | Vitor Rodrigues    | Vitor Rodrigues     |
| 2ª     | 29 marzo | Penafiel > Penafiel              | 111,8 | Rein Taaramäe      | Anthony Roux        |
| 3ª     | 30 marzo | Felgueiras > Alto Santa Quitéria | 139,2 | Rein Taaramäe      | Vitor Rodrigues     |
| Totale | Totale   | Totale                           | 399,7 |                    |                     |

## Squadre partecipanti
| N.    | Cod. | Squadra      |
| ----- | ---- | ------------ |
| 1-6   | PRT  | Portogallo A |
| 11-16 | DEU  | Germania     |
| 21-26 | ITA  | Italia       |
| 31-36 | RUS  | Russia       |
| 41-46 | NLD  | Paesi Bassi  |
| 51-56 | LUX  | Lussemburgo  |
| 61-66 | SVN  | Slovenia     |
| 71-76 | FRA  | Francia      |

| N.      | Cod. | Squadra      |
| ------- | ---- | ------------ |
| 81-86   | DNK  | Danimarca    |
| 91-96   | SVK  | Slovacchia   |
| 101-106 | FIN  | Finlandia    |
| 111-116 | PRT  | Portogallo B |
| 121-126 | JPN  | Giappone     |
| 131-136 |      | MISTA        |
| 141-146 | USA  | Stati Uniti  |
| 151-156 | ESP  | Spagna       |

## Dettagli delle tappe

### 1ª tappa
- 28 marzo: Felgueiras > Lixa – 148,7 km

Risultati
| Pos. | Corridore       | Squadra      | Tempo    |
| ---- | --------------- | ------------ | -------- |
| 1    | Vitor Rodrigues | Portogallo A | 3h59'09" |
| 2    | Ben Gastauer    | Lussemburgo  | a 1'17"  |
| 3    | Antony Roux     | Francia      | a 1'25"  |

| Pos. | Corridore       | Squadra      | Tempo    |
| ---- | --------------- | ------------ | -------- |
| 1    | Vitor Rodrigues | Portogallo A | 3h58'59" |
| 2    | Ben Gastauer    | Lussemburgo  | a 1'21"  |
| 3    | Antony Roux     | Francia      | a 1'31"  |

### 2ª tappa
- 29 marzo: Penafiel > Penafiel – 111,8 km

Risultati
| Pos. | Corridore          | Squadra | Tempo    |
| ---- | ------------------ | ------- | -------- |
| 1    | Rein Taaramäe      | Mista   | 2h42'22" |
| 2    | Antony Roux        | Francia | a 10"    |
| 3    | Pierpaolo De Negri | Italia  | a 1'33"  |

| Pos. | Corridore          | Squadra      | Tempo    |
| ---- | ------------------ | ------------ | -------- |
| 1    | Antony Roux        | Francia      | 6h42'56" |
| 2    | Vitor Rodrigues    | Portogallo A | a 3"     |
| 3    | Pierpaolo De Negri | Italia       | a 1'32"  |

### 3ª tappa
- 30 marzo: Felgueiras > Alto Santa Quitéria – 139,2 km

Risultati
| Pos. | Corridore           | Squadra      | Tempo    |
| ---- | ------------------- | ------------ | -------- |
| 1    | Rein Taaramäe       | Mista        | 3h45'02" |
| 2    | Vitor Rodrigues     | Portogallo A | a 11"    |
| 3    | Andrey Solomennikov | Russia       | a 35"    |

| Pos. | Corridore       | Squadra      | Tempo     |
| ---- | --------------- | ------------ | --------- |
| 1    | Vitor Rodrigues | Portogallo A | 10h28'04" |
| 2    | Antony Roux     | Francia      | a 53"     |
| 3    | Rein Taaramäe   | Mista        | a 1'15"   |

## Classifiche finali

### Classifica generale
| Pos. | Corridore            | Squadra      | Tempo     |
| ---- | -------------------- | ------------ | --------- |
| 1    | Vitor Rodrigues      | Portogallo A | 10h28'04" |
| 2    | Antony Roux          | Francia      | a 53"     |
| 3    | Rein Taaramäe        | Mista        | a 1'15"   |
| 4    | Andrej Solomennikov  | Russia       | a 2'29"   |
| 5    | Gasper Svab          | Slovenia     | a 2'50"   |
| 6    | Simon Geschke        | Germania     | a 2'52"   |
| 7    | Marcel Fischer       | Germania     | a 2'53"   |
| 8    | Salvatore Mancuso    | Italia       | a 3'11"   |
| 9    | Rafael Valls         | Spagna       | a 3'15"   |
| 10   | Jacques van Rensburg | Mista        | a 3'22"   |

### Classifica a punti
| Pos. | Corridore          | Squadra      | Punti |
| ---- | ------------------ | ------------ | ----- |
| 1    | Rein Taaramäe      | Mista        | 53    |
| 2    | Vitor Rodrigues    | Portogallo A | 47    |
| 3    | Antony Roux        | Francia      | 44    |
| 4    | Pierpaolo De Negri | Italia       | 29    |
| 5    | Marcel Fischer     | Germania     | 24    |

### Classifica scalatori
| Pos. | Corridore            | Squadra      | Punti |
| ---- | -------------------- | ------------ | ----- |
| 1    | Simon Geschke        | Germania     | 33    |
| 2    | Jacques van Rensburg | Mista        | 24    |
| 3    | Vitor Rodrigues      | Portogallo A | 24    |
| 4    | Rein Taaramäe        | Mista        | 20    |
| 5    | Salvatore Mancuso    | Italia       | 13    |

### Classifica giovani
| Pos. | Corridore         | Squadra     | Tempo     |
| ---- | ----------------- | ----------- | --------- |
| 1    | Rasmus Guldhammer | Danimarca   | 10h32'09" |
| 2    | Egor Silin        | Russia      | a 43"     |
| 3    | Sergiu Cioban     | Mista       | a 5'06"   |
| 4    | Lars Vierhergen   | Paesi Bassi | a 12'58"  |
| 5    | Jocelyn Bar       | Francia     | a 16'45"  |

### Classifica a squadre
| Pos. | Squadra  | Tempo     |
| ---- | -------- | --------- |
| 1    | Russia   | 31h33'23" |
| 2    | Mista    | a 2'51"   |
| 3    | Germania | a 5'57"   |
| 4    | Francia  | a 8'12"   |
| 5    | Italia   | a 13'04"  |